# ورتو
شهر ورتو (به فرانسوی: ورتو) در شهرستان لوآر-آتلانتیک در ناحیه پیی دو للوآر با جمعیت ۲۱٬۰۹۱ نفر در کشور فرانسه واقع شده‌است